# Хитровка (Мордовия)
 Хитровка  — деревня в Старошайговском районе Мордовии в составе  Богдановского сельского поселения.

## География
Находится на расстоянии примерно 4 километра по прямой на запад от районного центра села Старое Шайгово.

## История
Упоминается с 1869 года, когда она была учтена как владельческая деревня Инсарского уезда из 49 дворов. Название по фамилии тогдашних хозяев.

## Население
Постоянное население составляло 75 человек (русские 83%) в 2002 году, 78 в 2010 году .